# Hydrovatus bedoanus
Hydrovatus bedoanus is een keversoort uit de familie waterroofkevers (Dytiscidae). De wetenschappelijke naam van de soort is voor het eerst geldig gepubliceerd in 1963 door Bruneau de Miré & Legros.